# Ušpija
Ušpija (nebo Aušpija) byl vládce asyrského města Aššúr na přelomu 22. a 21. stol. př. n. l. Byl pravděpodobně syn a nástupce předchozího krále Azaracha. Podle královského seznamu byl posledním ze 17 „králů, již žili ve stanech,“ tedy náčelníkem nomádských pastýřských kmenů. Jeho jméno je podle názorů asyrologů churritského původu. Ušpija je, kromě Seznamu asyrských králů, také zmiňován v textech Salmanassara I., ve kterých je mu přisuzována aktivní stavební činnost, zejména pak „založení chrámu jeho boha“ (pravděpodobně chrám boha Aššura v Aššúru).
Po Ušpijovi vládl jeho syn Apijašal.